# Isiah Thomas
Isiah Lord Thomas III (Chicago, Illinois; 30 de abril de 1961) es un exjugador de baloncesto estadounidense que destacó profesionalmente en la década de los años 1980 y a principios de los años 1990. Desarrolló toda su carrera en los Detroit Pistons desde 1981 hasta su retirada en 1994. Con 1,85 metros de estatura, jugaba en la posición de base.
Desde 2003 a 2008, fue presidente de operaciones y entrenador de los New York Knicks, pero sus problemas con los jugadores y los malos resultados deportivos motivaron su salida.

## Trayectoria deportiva

### Universidad
Después de una exitosa trayectoria en high school (instituto), donde fue nombrado el mejor base del país, comenzó sus estudios superiores en la Universidad de Indiana. Durante su segundo año con los Hoosiers, consiguió ser elegido en el quinteto mejor del país, y llevó a su universidad a la final de la NCAA, que ganaron a los Tar Heels de North Carolina, siendo nombrado mejor jugador del torneo. Tras dos años, y con unas estadísticas de 15,4 puntos por partido y 5,7 asistencias, dio el salto anticipado a la NBA. Como prometió a su madre cuando anticipó su entrada en el draft, volvió a la universidad varios años después para terminar su carrera de justicia criminal (UC Berkeley, 2013).
Fue seleccionado para disputar los Juegos Olímpicos de Moscú 1980, pero debido al boicot estadounidense no llegó a participar.

### NBA

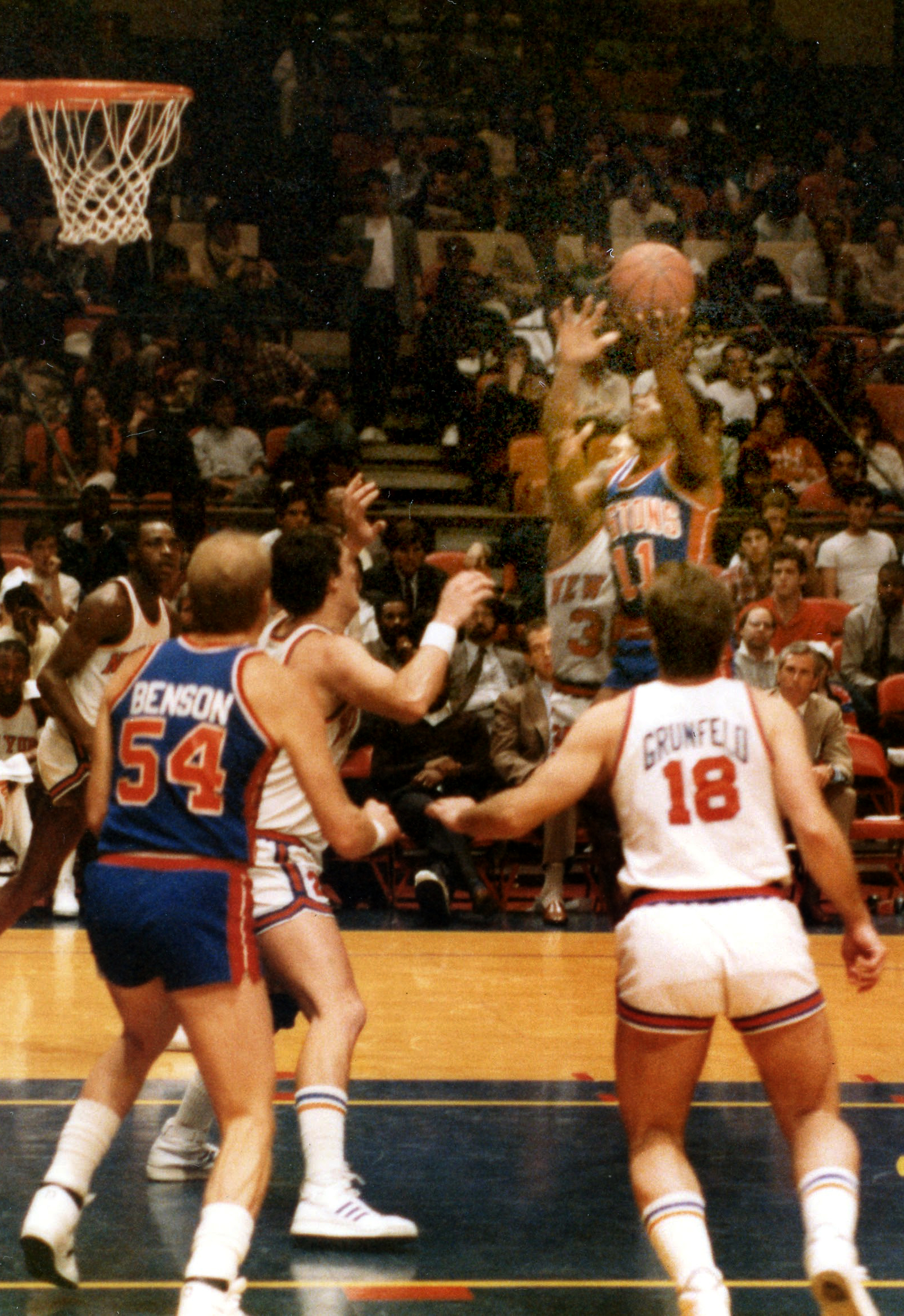
Thomas ante New York Knicks en 1985.

Fue seleccionado por Detroit Pistons, de donde ya no se movería, en la segunda elección de la primera ronda del Draft de la NBA de 1981 (el primer puesto fue para Mark Aguirre). En su primera temporada consiguió que su equipo mejorara sus números, incrementando en 19 las victorias, con unas estadísticas de 17 puntos y 7,8 asistencias, lo que hizo que fuera elegido en el mejor quinteto de rookies y seleccionado para el All Star como titular en el 82. Su primera aparición en las finales de la NBA se produjo en 1988, contra los Lakers de su buen amigo Magic Johnson. Llegó a liderar Detroit las series por 3 a 2, a una victoria del título. En el sexto partido consiguió un Récord de la NBA al anotar 25 puntos en un cuarto en unas finales, pero no fue suficiente para ganar. Una falta personal muy discutida de Bill Laimbeer sobre Kareem Abdul Jabbar propició que este último anotara dos tiros libres que dieron la victoria al equipo californiano 103-102. En el séptimo y definitivo partido, los Lakers se impusieron 108 a 105.
Al año siguiente, junto con sus compañeros Joe Dumars, Rick Mahorn, Vinnie Johnson, Mark Aguirre, Dennis Rodman, James Edwards, John Salley, y Bill Laimbeer, con los que formaba los míticos Bad Boys (chicos malos), consiguieron un récord de victorias en la franquicia, y se plantaron de nuevo en las finales, y otra vez contra los Lakers. Esta vez todo fue diferente, ganando los Pistons por 4-0, y promediando 27,6 puntos por partido, 7,0 asistencias, y 5,2 rebotes en las series finales. Al año siguiente repetirían triunfo, esta vez ante los Portland Trail Blazers por 4-1, siendo Thomas elegido MVP de la serie final.
En la temporada 1990-91 los Pistons, vigentes campeones, fueron eliminados en la final del Este por los Chicago Bulls de Michael Jordan por un resultado de 4-0. Tras perder el último partido, Thomas, capitán de los Pistons, abandonó el pabellón sin dar la mano a los Bulls y ordenó a sus  compañeros que hicieran lo mismo. Aquel gesto le costó no ser convocado con la selección nacional para participar en las Olimpiadas de Barcelona, quedándose fuera del equipo campeón que pasó a la historia como el "Dream Team".
Se retiró en 1994, tras promediar durante toda su carrera 19,2 puntos, 9,3 asistencias (cuarto mejor de la historia) y 3,6 rebotes. Su camiseta con el número 11 fue retirada como homenaje por Detroit, y está considerado el mejor Pistons de la historia.[cita requerida]

### Entrenador
Desde el año 2000 al 2003 entrenó al equipo de Indiana Pacers, sucediendo en el cargo a otra leyenda del baloncesto, Larry Bird. En su último año en el banquillo dirigió también el equipo de la Conferencia Este en el All Star, que a la postre sería el último que disputaría Michael Jordan.
En diciembre de 2003, los New York Knicks le contrataron como Presidente de Operaciones.
En 2006 se hizo cargo del banquillo de los Knicks tras la destitución de Larry Brown, pero en abril de 2008 fue sustituido y reemplazado por Mike D'Antoni. También fue cesado como Presidente de Operaciones, y reemplazado por Donnie Walsh.
De 2009 a 2012 fue entrenador del equipo masculino de baloncesto de la Universidad Internacional de Florida (FIU Panthers), en la ciudad de Miami.

## Estadísticas de su carrera en la NBA
|  | Líder de la liga                                          |
|  | Denota temporadas en las que ganó el Campeonato de la NBA |

### Temporada regular
| Año      | Equipo   | PJ  | PT  | MPP  | %TC  | %3P  | %TL  | RPP | APP  | ROB | TPP | PPP  |
| -------- | -------- | --- | --- | ---- | ---- | ---- | ---- | --- | ---- | --- | --- | ---- |
| 1981-82  | Detroit  | 72  | 72  | 33.8 | .424 | .288 | .704 | 2.9 | 7.8  | 2.1 | .2  | 17.0 |
| 1982-83  | Detroit  | 81  | 81  | 38.2 | .472 | .288 | .710 | 4.0 | 7.8  | 2.5 | .4  | 22.9 |
| 1983-84  | Detroit  | 82  | 82  | 36.7 | .462 | .338 | .733 | 4.0 | 11.1 | 2.5 | .4  | 21.3 |
| 1984-85  | Detroit  | 81  | 81  | 38.1 | .458 | .257 | .809 | 4.5 | 13.9 | 2.3 | .3  | 21.2 |
| 1985-86  | Detroit  | 77  | 77  | 36.2 | .488 | .310 | .790 | 3.6 | 10.8 | 2.2 | .3  | 20.9 |
| 1986-87  | Detroit  | 81  | 81  | 37.2 | .463 | .194 | .768 | 3.9 | 10.0 | 1.9 | .2  | 20.6 |
| 1987-88  | Detroit  | 81  | 81  | 36.1 | .463 | .309 | .774 | 3.4 | 8.4  | 1.7 | .2  | 19.5 |
| 1988-89  | Detroit  | 80  | 76  | 36.6 | .464 | .273 | .818 | 3.4 | 8.3  | 1.7 | .3  | 18.2 |
| 1989-90  | Detroit  | 81  | 81  | 37.0 | .438 | .309 | .775 | 3.8 | 9.4  | 1.7 | .2  | 18.4 |
| 1990-91  | Detroit  | 48  | 46  | 34.5 | .435 | .292 | .782 | 3.3 | 9.3  | 1.6 | .2  | 16.2 |
| 1991-92  | Detroit  | 78  | 78  | 37.4 | .446 | .291 | .772 | 3.2 | 7.2  | 1.5 | .2  | 18.5 |
| 1992-93  | Detroit  | 79  | 79  | 37.0 | .418 | .308 | .737 | 2.9 | 8.5  | 1.6 | .2  | 17.6 |
| 1993-94  | Detroit  | 58  | 56  | 30.2 | .417 | .310 | .702 | 2.7 | 6.9  | 1.2 | .1  | 14.8 |
| Total    | Total    | 979 | 971 | 36.3 | .452 | .290 | .759 | 3.6 | 9.3  | 1.9 | .3  | 19.2 |
| All-Star | All-Star | 12  | 10  | 28.9 | .571 | .400 | .771 | 2.5 | 8.8  | 2.8 | .0  | 16.8 |

### Playoffs
| Año   | Equipo  | PJ  | PT  | MPP  | %TC  | %3P  | %TL  | RPP | APP  | ROB | TPP | PPP  |
| ----- | ------- | --- | --- | ---- | ---- | ---- | ---- | --- | ---- | --- | --- | ---- |
| 1984  | Detroit | 5   | 5   | 39.6 | .470 | .333 | .771 | 3.8 | 11.0 | 2.6 | 1.2 | 21.4 |
| 1985  | Detroit | 9   | 9   | 39.4 | .500 | .400 | .758 | 5.2 | 11.2 | 2.1 | .4  | 24.3 |
| 1986  | Detroit | 4   | 4   | 40.8 | .451 | .000 | .667 | 5.5 | 12.0 | 2.3 | .8  | 26.5 |
| 1987  | Detroit | 15  | 15  | 37.5 | .451 | .303 | .755 | 4.5 | 8.7  | 2.6 | .3  | 24.1 |
| 1988  | Detroit | 23  | 23  | 39.6 | .437 | .295 | .828 | 4.7 | 8.7  | 2.9 | .3  | 21.9 |
| 1989  | Detroit | 17  | 17  | 37.2 | .412 | .267 | .740 | 4.3 | 8.3  | 1.6 | .2  | 18.2 |
| 1990  | Detroit | 20  | 20  | 37.9 | .463 | .471 | .794 | 5.5 | 8.2  | 2.2 | .4  | 20.5 |
| 1991  | Detroit | 13  | 11  | 33.5 | .403 | .273 | .725 | 4.2 | 8.5  | 1.0 | .2  | 13.5 |
| 1992  | Detroit | 5   | 5   | 40.0 | .338 | .364 | .786 | 5.2 | 7.4  | 1.0 | .0  | 14.0 |
| Total | Total   | 111 | 109 | 38.0 | .441 | .346 | .769 | 4.7 | 8.9  | 2.1 | .3  | 20.4 |

## Logros y reconocimientos
- 2 veces Campeón de la NBA (1989 y 1990)
- MVP de las Finales de la NBA (1990)
- Elegido en el mejor quinteto de novatos en 1982.
- Elegido en el mejor quinteto de la NBA en 3 ocasiones.
- 12 veces All Star (MVP en 1984 y 1986).
- Cuarto mejor pasador de la historia.
- Elegido uno de los 50 mejores jugadores de la historia de la NBA en 1996.
- Miembro del Basketball Hall of Fame desde el año 2000.
- Elegido en el Equipo del 75 aniversario de la NBA en 2021.